# Кім Кемпбелл
 Аврі́л Фе́дра Да́глас «Кім» Ке́мпбелл  (англ. Avril Phaedra Douglas "Kim" Campbell; нар. 10 березня 1947)  —   19-та Прем'єр-міністр Канади, перша жінка на цій посаді. За фахом адвокат.